# Ловцово (Клинський міський округ)
Ловцово (рос. Ловцово) — село Клинського району Московської області, входить до складу міського поселення Високовськ. 
Станом Ловцовона 2010 рік населення становило 0 чоловік. 
Російською — Ловцово.